# Surinam i olympiska sommarspelen 2016
Surinam deltog med sex deltagare vid de olympiska sommarspelen 2016 i Rio de Janeiro. Ingen av landets deltagare erövrade någon medalj.

## Badminton
| Spelare    | Gren       | Grupp                        | Grupp                     | Grupp     | Eliminering       | Kvartsfinal       | Semifinal         | Final / BM        | Final / BM       |
| Spelare    | Gren       | Motståndare Poäng            | Motståndare Poäng         | Placering | Motståndare Poäng | Motståndare Poäng | Motståndare Poäng | Motståndare Poäng | Placering        |
| ---------- | ---------- | ---------------------------- | ------------------------- | --------- | ----------------- | ----------------- | ----------------- | ----------------- | ---------------- |
| Soren Opti | Herrsingel | Lee C W (MAS) L (2–21, 3–21) | Wong (SIN) L (5–21, 6–21) | 3         | Gick inte vidare  | Gick inte vidare  | Gick inte vidare  | Gick inte vidare  | Gick inte vidare |

## Friidrott
Förkortningar
- Notera– Placeringar avser endast det specifika heatet.
- Q = Tog sig vidare till nästa omgång
- q = Tog sig vidare till nästa omgång som den snabbaste förloraren eller, i fältgrenarna, genom placering utan att nå kvalgränsen
- NR = Nationellt rekord
- N/A = Omgången fanns inte i grenen
- Bye = Idrottaren behövde inte tävla i omgången

Bana och väg
| Idrottare     | Gren                | Heat     | Heat      | Kvartsfinal | Kvartsfinal | Semifinal        | Semifinal        | Final            | Final            |
| Idrottare     | Gren                | Resultat | Placering | Resultat    | Placering   | Resultat         | Placering        | Resultat         | Placering        |
| ------------- | ------------------- | -------- | --------- | ----------- | ----------- | ---------------- | ---------------- | ---------------- | ---------------- |
| Jurgen Themen | Herrarnas 100 meter | Bye      | Bye       | 10,47       | 8           | Gick inte vidare | Gick inte vidare | Gick inte vidare | Gick inte vidare |
| Sunayna Wahi  | Damernas 100 meter  | 12,09    | 1 Q       | 12,25       | 8           | Gick inte vidare | Gick inte vidare | Gick inte vidare | Gick inte vidare |

## Judo
| Idrottare      | Gren                          | Omgång 1             | Omgång 2                 | Kvartsfinaler        | Semifinaler          | Återkval             | Final / BM           | Final / BM       |                  |
| Idrottare      | Gren                          | Motståndare Resultat | Motståndare Resultat     | Motståndare Resultat | Motståndare Resultat | Motståndare Resultat | Motståndare Resultat | Placering        |                  |
| -------------- | ----------------------------- | -------------------- | ------------------------ | -------------------- | -------------------- | -------------------- | -------------------- | ---------------- | ---------------- |
| Yigal Kopinsky | Herrarnas halv lättvikt −66kg | Bye                  | Zourdani (ALG) L 000–100 | Gick inte vidare     | Gick inte vidare     | Gick inte vidare     | Gick inte vidare     | Gick inte vidare | Gick inte vidare |